# 台湾EUセンター7大学連盟
台湾EUセンター7大学連盟（たいわんイーユーセンターななだいがくれんめい、EUTW）は欧州連合（EU）が、台湾の大学においてEUに関する教育・研究を実施する拠点のこと。

## メンバー

### 台北都市圏
- 国立台湾大学（連盟本部）
- 国立政治大学
- 輔仁大学
- 淡江大学

### その他の地域
- 国立中興大学
- 国立中山大学
- 国立東華大学